# Ялым (река)
Ялым — река в России, протекает в Притобольном районе Курганской области. Длина реки составляет 18 км.
Начинается за деревней Обрядовка, течёт в западном направлении по открытой местности через Новокаминку. Долина реки называется лог Каминский. У села Ялым русло реки представляет собой старицу и носит название озера Ялым. Вода из него стекает в озеро Плёс (высота над уровнем моря — 78 метров), связанное через озеро Цыганка с Нижней Алабугой (притоком Тобола).
В низовьях пересекается автодорогой Звериноголовское — Курган по железобетонному мосту.
Основной приток — ручей в логе Глинская Отнога (пр).

## Данные водного реестра
По данным государственного водного реестра России относится к Иртышскому бассейновому округу, водохозяйственный участок реки — Тобол от впадения реки Уй до города Курган, речной подбассейн реки — Тобол. Речной бассейн реки — Иртыш.
Код объекта в государственном водном реестре — 14010500312111200002204.